# Alexandra Grande
Pour les articles homonymes, voir Grande.
Alexandra Grande est une karatéka péruvienne née le 5 février 1990 à Lima. Elle a remporté la médaille d'or en kumite moins de 61 kg aux Jeux panaméricains de 2015 à Toronto après avoir remporté la médaille d'argent aux Jeux panaméricains de 2011 à Guadalajara. Elle a également remporté la médaille d'or dans cette même catégorie aux championnats panaméricains de karaté 2009 à Curaçao et la médaille d'argent en kumite open aux championnats panaméricains de karaté 2010 à Quito.